# Черкеський націоналізм

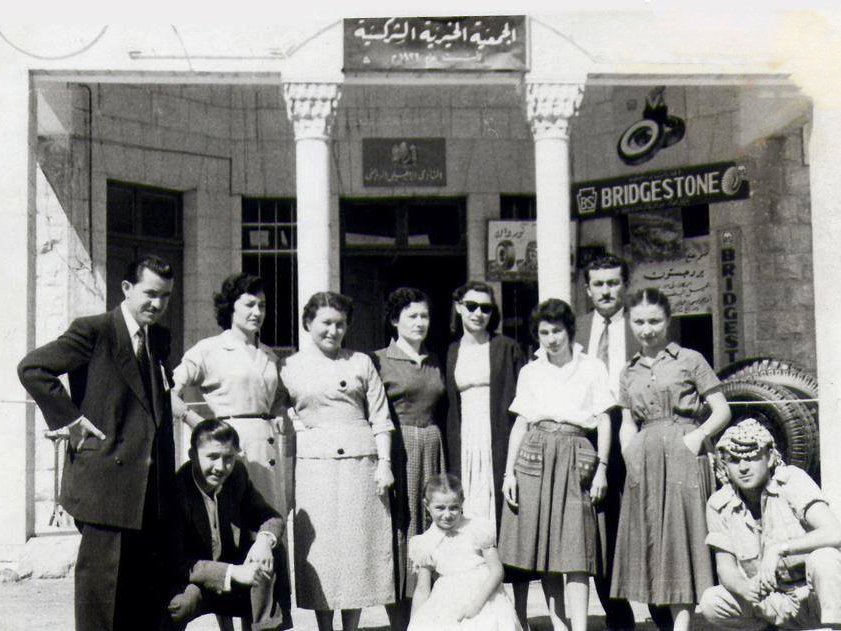
Черкеська дорадча рада Аммана, 1958 р

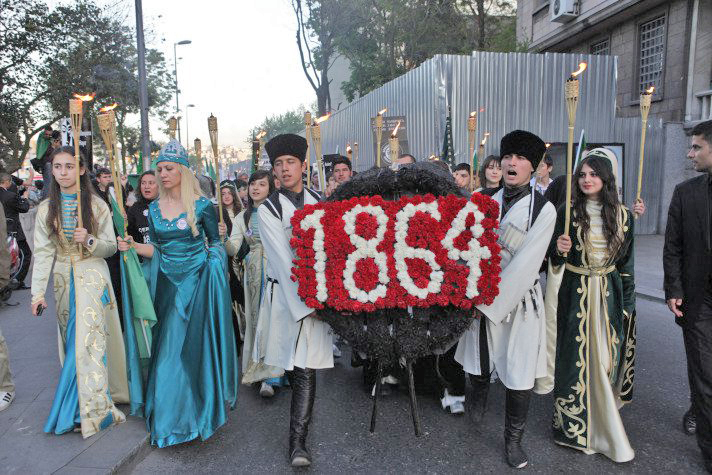
Черкеси марширують на честь геноциду черкесів у Стамбулі, Туреччина

Зелено-золотий черкеський прапор, один із символів черкеського націоналізму. Зелений символізує ліси та рослинність Кавказу та іслам. Дванадцять зірок символізують окремі племена Черкесії. Стріли символізують мир. Золоті кольори стрілок і зірок символізують світле майбутнє і рясний урожай зерна і пшениці. Цей прапор використовувався як прапор Черкесії, а зараз використовується Адигеєю, регіоном Росії.

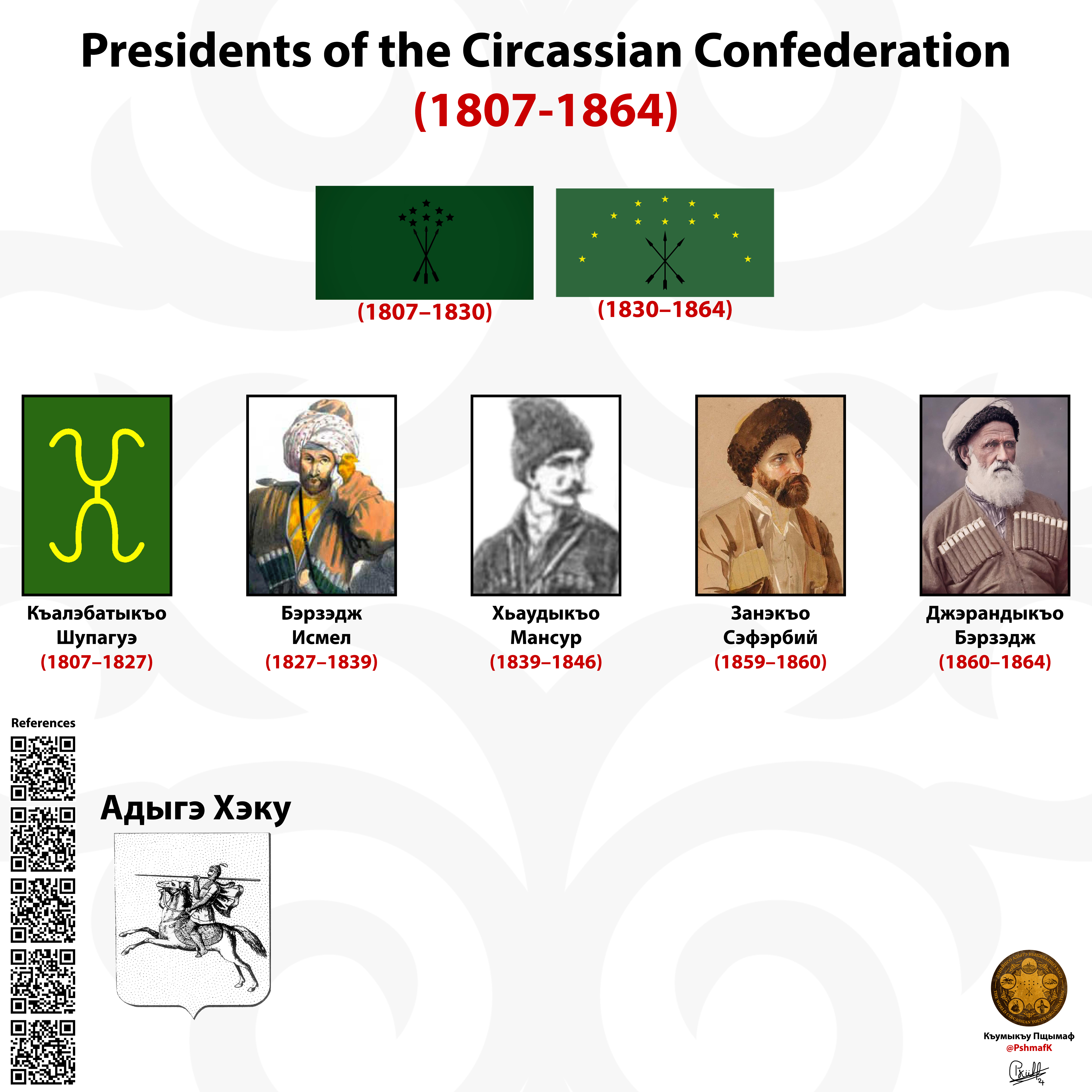
Президенти Черкеської конфедерації

Черкеський націоналізм   — це бажання черкесів усього світу зберегти свою культуру, врятувати свою мову від вимирання, підняти усвідомлення геноциду черкесів  повернутися до Черкесії  і створити повністю автономну або незалежну черкську державу в її кордонах до російського вторгнення.
Майже в кожній громаді черкесів у всьому світі можна знайти місцеву дорадчу раду під назвою «Адигейське хасе». Мета таких рад — забезпечити черкесів комфортним місцем, де вони зможуть розмовляти черкеською мовою, брати участь у черкеській культурній діяльності, дізнаватися про закони адигейського хабзе або звертатися за порадою. Ці консультативні ради координуються на місцевій та регіональній основі та спілкуються на міжнародному рівні через Міжнародну черкеську асоціацію (ICA).

## Російсько-черкеська війна

### Черкесія і черкеси до російської навали
Черкеси населяли історичну Черкесію з глибокої давнини. Протягом тривалого часу вони утворювали багато держав, які були відомі зовнішньому світу, іноді потрапляючи під короткий контроль римлян, а пізніше скіфських і сарматських груп, за якими слідували тюркські групи, особливо хозари, а потім ставали протекторатом Османської імперії. Тим не менш, черкеси загалом зберігали високий рівень автономії. Через своє розташування на узбережжі Чорного моря, володіння важливими портами Анапа, Сочі та Туапсе, вони були активно залучені в торгівлю, і багато ранніх європейських рабів були черкесами (крім того, мамлюки Єгипту, перські гулами та османські яничари мали сильний етнічний черкеський компонент, а черкеси-мамлюки навіть правили Єгиптом).

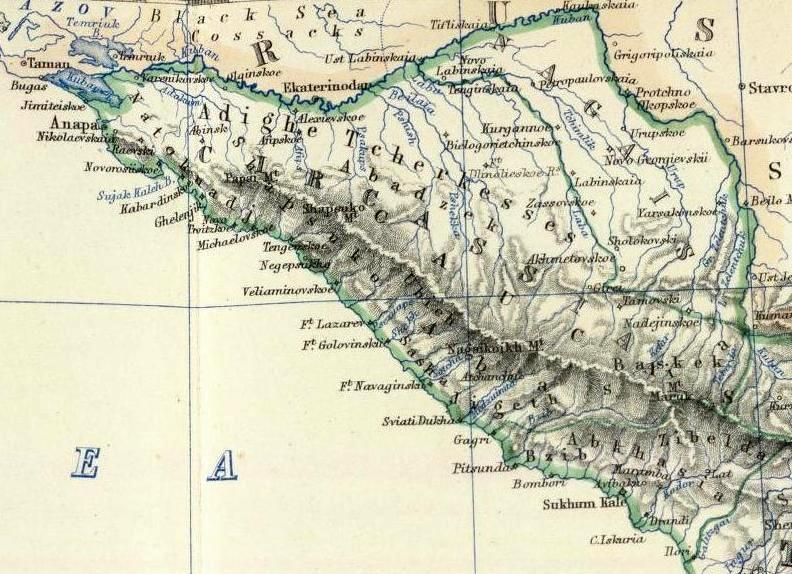
Карта Черкесії 1861 року

Керуючи собою, черкеси взаємозамінно використовували феодальні системи, племінні конфедерації, племінні республіки та монархії для правління своїми землями, часто включаючи поєднання двох або всіх чотирьох. Загалом Черкесія була організована за племенами, причому кожне плем’я мало певну територію, яка приблизно функціонувала як більша, ніж провінція, але менш ніж повністю автономна, порівнянна зі штатом США (рівень автономії різнився між племенами та часом). Не всі племена, що входили до складу конфедерації, були етнічними черкесами: в різний час до складу конфедерації входили ногайці, осетини, балкарці, карачаївці, інгуші та навіть чеченці. У 19 столітті три племені, натухай, шапсуг і абдзах, повалили свої феодальні уряди на користь прямої демократії ; однак це було перервано завоюванням Черкесії царською Росією та припиненням незалежності після російсько-черкеської війни.

### Російське вторгнення, конфлікт і геноцид

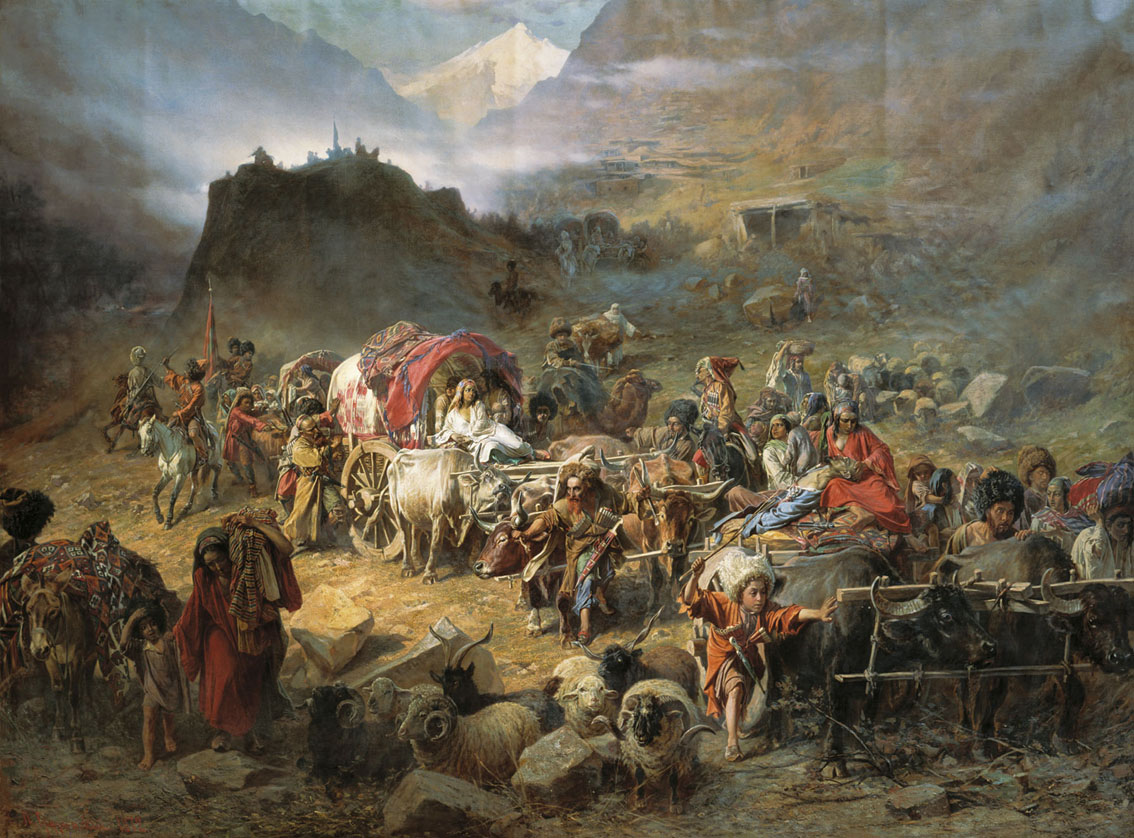
Горці залишають аул, художник П. Н. Грузинський, 1872 рік

Найдавніша дата російської експансії на черкеську землю припадає на 16 століття, під час Івана Грозного, який, зокрема, одружився з кабардинською дружиною Марією Темрюковною, дочкою мусульманського князя Темрюка з Кабарди, щоб скріпити договір про союз з кабардинцями, підрозділом черкеси. Однак після смерті Івана російський інтерес до Кавказу вщух, і вони залишалися в основному віддаленими від його справ; з іншими державами між Росією та Черкесією, зокрема Кримським ханством і Ногайською Ордою. Згодом черкеси вільно кочували у своїх рідних регіонах, але під час розквіту перських Сефевідів і Афшаридів частини черкеських земель на короткий час потрапили під владу Персії.
Однак у 18 столітті Росія відновила свої імперські амбіції в регіоні та неухильно розширювалася на південь, з кінцевою метою отримати багатства Близького Сходу та Персії, використовуючи Кавказ як зв’язок із регіоном. Перше вторгнення російської армії в Черкесію відбулося в 1763 році в рамках російсько-перської війни.
Зрештою, через очевидну потребу в черкеських портах і думку про те, що незалежна Черкесія перешкодить їхнім планам виходу на Близький Схід, Росія незабаром анексувала Черкесію. Кульмінацією напруженості стала руйнівна російсько-черкеська війна, яка на пізніх етапах була затьмарена Кримською війною. Незважаючи на те, що подібна війна точилася по інший бік Кавказу (Чечня, Інгушетія і Дагестан боролися проти Росії за збереження існування своїх держав), а також спроби деяких (від черкеських князів до імама Шаміля). до Британії), щоб з’єднати дві боротьби, зв’язки між черкесами та їхніми союзниками з їхніми східнокавказькими колегами були зруйновані осетинським і карачаєво-балкарським союзами з Росією.
Військові дії досягли піку в 19 столітті і призвели безпосередньо до російсько-черкеської війни, в якій черкеси разом з абхазами, убихами, абазинами, ногайцями, чеченцями та на пізніших стадіях інгушами (які спочатку були союзниками Росії), як і ряд тюркських племен, боролися з московитами за збереження своєї незалежності. Цей конфлікт переплітався з наступною Кримською війною, і в різний час османи мало допомагали черкеській стороні. Крім того, черкесам вдалося заручитися симпатіями Британської імперії, а на пізніших етапах Кримської війни британці постачали черкесам зброю та розвідувальні дані, які у відповідь воювали прости московитів і постачали власні розвіддані. Однак цього було недостатньо, щоб врятувати черкесів від майбутньої поразки та російського панування. Росія остаточно підкорила черкесів, плем'я за племенем, останніми були убихи, абазини та абхази.
Росія незабаром приступила до упорядкування мухаджирів. Приблизно 1-1,5 мільйона черкесів було вбито, без різниці між жінками, старими чи дітьми, і за наказом царя більшість мусульманського населення було депортовано, головним чином до Османської імперії, спричинивши вигнання ще 1,5 мільйона черкесів та інших. Було знищено (або депортовано) 90% нації, а саме Геноцид черкесів. Черкеси-біженці розглядалися як джерело найманців і були поселені в неспокійних районах з націоналістичними прагннями, у Вірменії, курдських регіонах, арабських регіонах і на Балканах. Балканські та близькосхідні суспільства, серед яких вони оселилися, вважали їх іноземцями, і напруженість між черкесами та корінними жителями щодо землі та ресурсів іноді призводила до кровопролиття, коли збіднілі черкеси були змушені здійснювати набіги на корінних жителів. На конференції європейських країн, що проходила в грудні 1876 – січні 1877 р. у Стамбулі, була висловлена ідея переселення черкесів з Балкан до азіатських частин імперії. З початком російсько-турецької війни в 1877 році черкеси покинули свої села і рушили в дорогу з відступаючими османськими військами. Ще більше черкесів було насильно асимільовано націоналістичними державами - Туреччиною, Іраном, Сирією, Іраком, які розглядали нетурецьку/перську/арабську етнічну приналежність як іноземну присутність і загрозу.

## Черкеський націоналізм в історії

### Черкеси в Османській імперії
Черкеси в Османській імперії в основному трималися усамітнено і зберігали свою окрему ідентичність, навіть маючи власні двори, в яких вони не терпіли жодного зовнішнього впливу, і різні мандрівники відзначали, що вони ніколи не забували свою батьківщину.
Після Геноциду черкесів черкеси, які були заслані на османські землі, спочатку зазнали великих втрат, їх розміщували в школах і мечетях або вони були змушені жити в печерах до свого переселення. Османська влада виділила черкеським поселенцям землі поблизу регулярних джерел води та зернових полів. Багато людей померли під час транспортування до своїх нових домівок від хвороб і поганих умов. 
У Румунії османська влада надала черкесам привілеї через їхню мусульманську релігію, і вони часто вступали в конфлікти з християнським населенням регіону. Вони віддавали частину своїх здобутків османській владі. Палац паші (нині Художній музей Тулчі ) і мечеть Азізіє в Тулчі були побудовані на кошти черкесів.
У Болгарії, одному з головних місць прибуття черкесів, життя черкесів було нелегким через хвороби і багато сімей повністю зникли протягом кількох років. Близько 80 000 черкесів жили в «таборах смерті» на околицях Варни в голоді та хворобах. У результаті і мусульманське, і християнське населення Видина добровільно підтримали черкесів, збільшивши для них постачання зерна. Черкеси вважалися «мусульманською загрозою» і були вигнані з Болгарії та інших частин Балкан російськими військами після закінчення російсько-турецької війни. Їм не дозволили повернутися , тому османська влада розселила їх на нових інших землях, таких як сучасна Йорданія, Ізраїль, Сирія та Туреччина.
В Йорданії араби-бедуїни дуже негативно ставилися до черкесів. Черкеси відмовилися платити хувву («охоронний» збір), а бедуїни оголосили, що халяль (дозволено) вбивати черкесів на місці. Взаємна ворожнеча між черкесами та кочовими та осілими арабськими сусідами призвела до багатьох зіткнень. Незважаючи на перевагу бедуїнів у озброєнні та мобільності, черкеси зберегли свої позиції та населення. Пізніше черкеси в Йорданії ознаменували заснування сучасного Аммана.

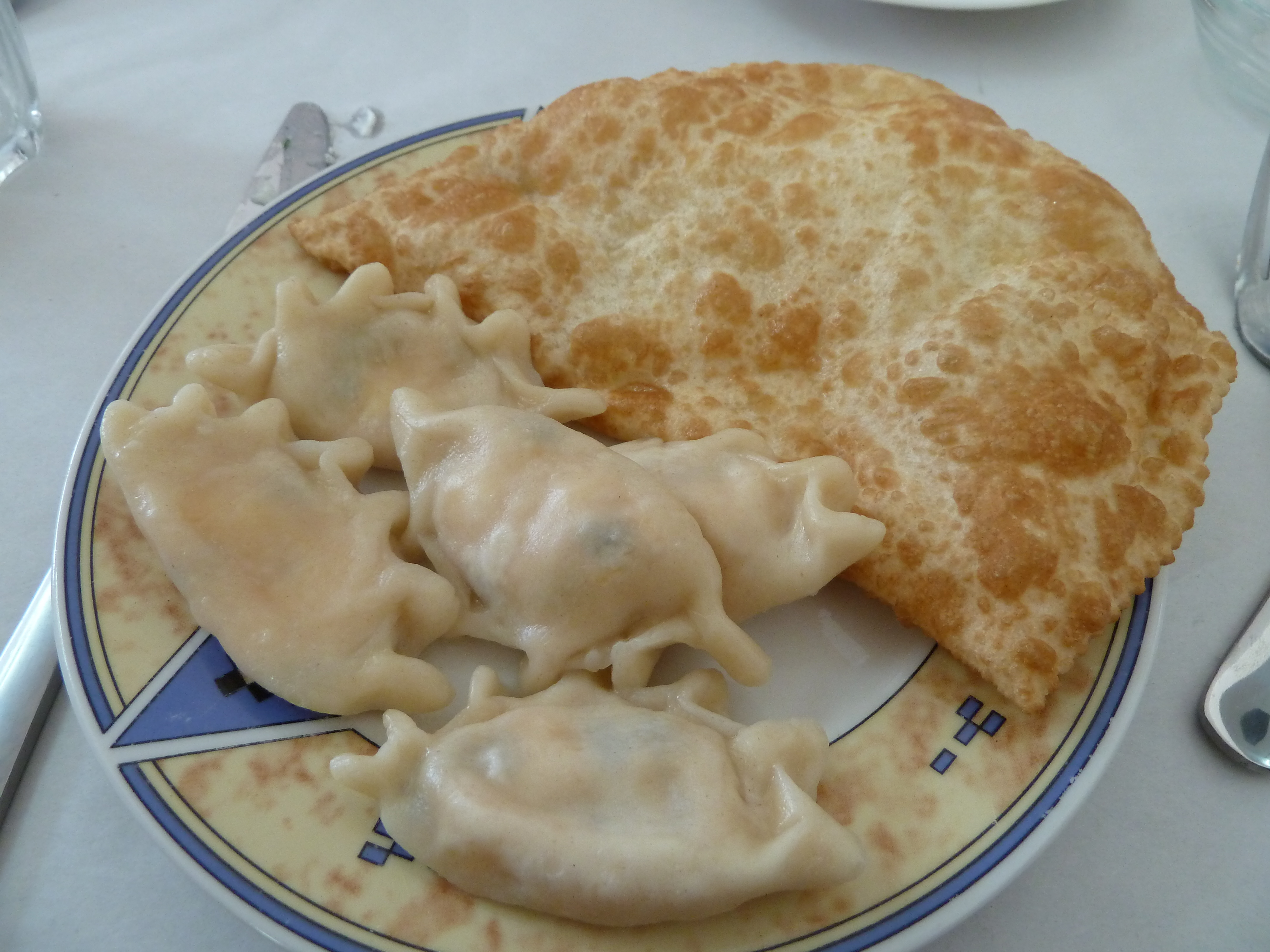
Традиційні черкеські страви

У Палестині - Ізраїлі черкеські вигнанці заснували міста Реханія та Кфар-Кама. Араби-бедуїни вважали їх «скваттерами». Черкеська культура час від часу стикалася з арабською культурою, і місцеві араби з жахом дивилися на рівність чоловіків і жінок у черкеській культурі. У різних областях Леванту спалахували збройні конфлікти між черкесами та іншими місцевими групами, особливо бедуїнами та друзами, з незначним втручанням Османської імперії або без; деякі з цих чвар тривали аж до середини 20 століття. 
У Сирії, як і в Йорданії та Ізраїлі, відбулися сутички між черкеськими вигнанцями та бедуїнами. Однак вони були менш жорстокими порівняно з іншими регіонами та повільно охолоджувалися.

#### Черкеське відродження в Османській імперії
Наступне покоління черкесів швидко адаптувалося. Черкеська інтелігенція займала активну роль в Османській державі, займаючи високі посади аж до розпаду імперії. Велика частина впливових організацій, таких як Османська спеціальна організація, полки Хамідіє та Комітет Союзу прогресу, складалася з черкесів. Ключові фігури включають Ешрефа Кушчубаші та Мехмеда Решида. Черкеси на османських землях прийняли свою кавказьку ідентичність, водночас зберігаючи первинну османсько-мусульманську ідентичність. Після молодотурецької революції 1908 року в Османській імперії почалася націоналістична діяльність черкесів. Такі організації, як Çerkes İttihat ve Teavün Cemiyeti ( Товариство черкеської спілки та благодійності ) і Çerkes Kadınları Teavün Cemiyeti (Товариство взаємодопомоги черкеських жінок) видавали журнали черкеською мовою та відкривали школи лише для черкесів. Деякі з них були менш культурними та більш політичними, як-от Şimalî Kafkas Cemiyeti (Північно-Кавказьке товариство) та Kafkas İstiklâl Komitesi (Комітет звільнення Кавказу), обидва з яких прагнули до незалежності Черкесії та підтримувалися CUP.

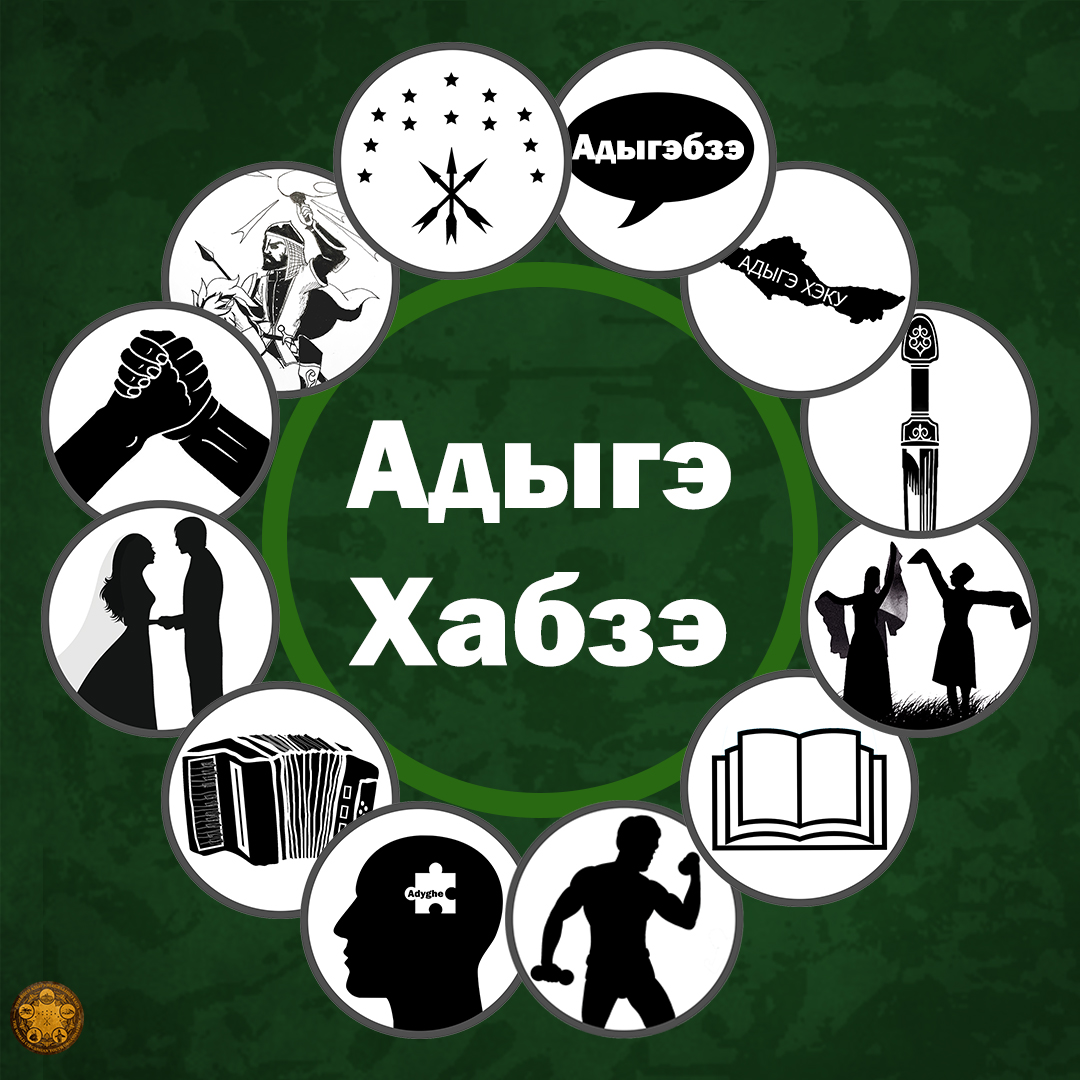
Адигейський плакат Xabze

## Черкеський націоналізм у новітній час
Сучасний рух сягає корінням у таємні товариства, а також організації періоду перебудови за Михайла Горбачова.
У 20-му і 21-му століттях черкеський націоналізм стає все більш популярним серед молодих черкесів і, меншою мірою, серед старших. Зростанню націоналістичних настроїв серед черкесів сприяли також повідомлення про російсько-черкеську війну і геноцид черкесів, а також книги, написані про це черкеськими письменниками.
Сучасний черкеський націоналізм є ідеологією кількох груп активістів у «черкеському поясі» автономних республік у Росії, а також у районах черкеської діаспори та в Абхазії, яка має етнічні зв’язки з Черкесією. Широко критиковані вибори 1999 року в Карачаєво-Черкесії, де кандидата-черкеса було побито, стали символом мучеництва, спричинивши величезні демонстрації абазинів і черкесів у столиці до протестів.
Спроби домогтися визнання «геноциду черкесів» також є дуже помітним рухом серед черкесів, хоча він не обов’язково суто націоналістичний, а радше гуманістичний. Інша велика частина руху, часто пов’язана з цим, – це рух за відтворення «історичної Черкесії», ядра черкеського націоналізму, з її історичними територіями.
Деякі помірковані черкеські націоналісти, такі як Черкесов  припускають, що вихід із Російської Федерації не є обов’язковим, і якщо об’єднана Черкесія буде автономією у складу Росії – цілком достатньо. Тим не менш, значна більшість стверджує, що об’єднана Черкесія в Росії повинна мати одну офіційну мову - черкеську (сьогодні російський уряд класифікує її як дві окремі мови: адигейську та кабардинську ).
Рух об'єднання  Карачаєво-Черкесії та Кабардино-Балкарії отримав офіційну підтримку багатьох черкесів (особливо в Карачаєво-Черкесії, де карачаївці  домінують на урядових посадах), а також впливової черкеської організації «Адигейська хасе».
Для подолання кризи етнічної ідентичності, група молодих черкесів під керівництвом Аслана Жукова символічно піднялася на Ельбрус і "відвоювала" гору. Аслана Жукова (36-річного засновника Адиге Джегу - великої черкеської націоналістичної організації) 14 березня 2010 року було вбито пострілом у темному провулку. Його смерть викликала  виток заворушень серед черкесів, які по-різному приписують його смерть російському уряду, росіянам у республіці чи Карачаєві, певним поєднанням чи всім. Глава республіки заявив, що його смерть не варто описувати в етнічних термінах, але це призвело лише до того, що він був доданий до списку можливих винуватців з черкеської точки зору.

### Розквіт сучасного руху
Сучасний черкеський націоналізм спочатку почав зростати в епоху гласності та перебудови та досяг піку на початку 1990-х років. Його добре сприйняли багато етнічних черкесів. Черкеські націоналісти чинили наполегливий тиск на чиновників, і багато їх вимог довелося прийняти регіональною владою, за винятком Карачаєво-Черкесії, де сутички з карачаївцями були поширеним явищем.
Коли Путін став президентом, Міжнародна асоціація черкесів (МЧА) була перетворена на проросійську маріонеткову організацію, членів, які виступали проти, усунули з політичної арени шляхом ув’язнень і вбивств, і до кінця 2000 року незалежних націоналістичних організацій практично не було. Однак у 2010-х роках черкеський націоналізм пережив ренесанс, особливо після скандалів навколо Олімпійських ігор 2014 року, які проходили в Сочі (де відбулася битва під Кбаадою і був ініційований геноцид черкесів).
Тим часом у діаспорі відбулося культурне пробудження. Встановлювалися контакти з батьківщиною та засновано інституції для зміцнення черкеської ідентичності в діаспорі. Черкеський націоналізм зараз майже повсюдно популярний серед молодих черкесів, які почали вивчати та вивчати свою адигейську мову, історію та адаптувати своє життя для служіння своїй нації.  Незважаючи на те, що деякі з нинішніх лідерів черкеського націоналістичного руху були активними на початку 1990-х років, переважна більшість нинішніх активістів - новачки віком від 18 до 28 років.

## Підтримка

### На Батьківщині

#### ВАдигеї
Організація під назвою «Союз слов’ян», очолювана Ніною Коновалевою та Борисом Каратаєвим, була створена в 1991 році для протидії діяльності черкеських організацій, таких як «Адигейська хасе», і запобігання отримання престижних і владних повноважень черкесам, а також щоб «захистити росіян від черкеського контролю над Черкесією». У 1991 році Союз слов'ян активно виступав проти створення окремої від Краснодарського краю Адигеї як етнічної республіки у складі Росії, заявляючи, що черкеси — лише «варварський народ, з яким розправилися». Союз слов’ян назвав зростання автономії Адигеї та активність у Карачаєво-Черкесії та Кабардино-Балкарії частиною «небезпечної змови» з метою створення «Великої Черкесії», досягнення демографічного домінування шляхом репатріації черкесів діаспори, а потім маргіналізації або навіть виселення російських мешканців (за черкеською ідеологією - «колоністів»). Група закликала до повного скасування інтеграції трьох черкеських республік (дві з яких також поділяються з карачаївцями чи балкарцями ) до сусідніх російських країв через «втрату росіянами свого вищого статусу, а черкеси намагаються отримати вплив на свої землі».
В Адигеї в серпні 2009 року надійшла низка повідомлень про те, що черкеси скинули з гір російські православні хрести під час символічних демонстрацій проти Союзу слов’ян і Російської православної церкви, які черкеси розглядають як символи гноблення та колонізації. Уявна прихильність Москви до слов’ян також є головним яблуком розбрату серед черкесів.

#### УКарачаєво-Черкесії
У листопаді 2009 року у відповідь на статтю в новинах, яка дуже ображала черкесів, черкеські активісти активізували зусилля, призначивши масовий протест проти «ігнорування російським урядом Карачаєво-Черкесії». Однак уряд скасував зібрання, заявивши, що забороняє будь-які публічні зібрання на невизначений період, щоб запобігти поширенню вірусу грипу H1N1. Проте голова черкеського молодіжного руху Тимур Джуджуєв сказав: «Всі громадські ринки продовжують працювати в штатному режимі, то чому ви зупиняєте тільки нас, а не інших? Ми збираємося організувати демонстрацію і одягнемо хірургічні маски, щоб захиститися. Це воля не однієї чи двох людей, це воля цілого стародавнього народу, це наша земля протягом тисячоліть, і ми маємо право говорити те, що думаємо».
Також відбулася швидка ескалація напруженості між черкесами та нечеркесами в трьох республіках (росіяни, карачаївці та балкарці). У той час як росіяни в Адигеї вимагають скасування Адигеї, карачаївці взялися за стратегію не допускати черкесів на посади. Фонд Джеймстауна повідомив, що «протягом останніх семи місяців карачаївська більшість у парламенті Карачаєво-Черкесії неодноразово забороняла кандидата від черкесів В’ячеслава Дерева зайняти посаду в Раді Федерації Росії». Крім того, за останні 31 роки жоден черкес не обіймав найвищу посаду в республіці, оскільки радянські, а потім російські чиновники завжди призначали карачаївців через їхню лояльність до росіян.
Існує рух, дуже популярний як серед черкесів, так і серед карачаївців, за поділ республіки на моноетнічні одиниці Черкесії та Карачаї, можливо, щоб підготувати їх до консолідації у власній федерації без впливу московитів.
Між карачаївськими та черкеськими істориками також були численні суперечки з різних історичних питань. Один із найскандальніших випадків стався, коли карачаївські історики стверджували, що обидва підкорювачі Ельбрусу (очільник — черкес із Нальчика Хашар Чилар та карачаївець Гілар Хакіров) були карачаївцями, всупереч свідчень учасників експедиції початку XIX ст. століття. 20 листопада в Черкеську невідомі спалили та знищили плакат із вітанням «великого карачаївського героя» Хакілова.
Початком протестів черкесів у Карачаєво-Черкесії стала стаття місцевої газети Express-Post. За словами черкесів у цій статті було заперечено добре встановлений і визнаний факт, що черкеське село Бесленей врятувало десятки єврейських дітей від нацистів, що спонукало об’єднаний єврейсько-черкеський контингент вийти на протест, а також протестувати черкеською мовою щодо створення незалежних джерела ЗМІ. Пізніше «Експрес-пошта» вибачилася, але саме ці протести планувалося поширити на столицю на знак протесту проти загального «глибокого гноблення» черкесів..

#### ВКабардино-Балкарії
17 листопада 2009 року групи черкеської молоді провели масові акції протесту в Кабардино-Балкарії, приурочені до протестів у Карачаєво- Черкесії. У ньому взяли участь близько 3000 осіб (враховуючи, що воно обмежувалося містом Нальчик і невеликою чисельністю лише черкеського населення республіки, не кажучи вже про це місто, це виглядає величезною цифрою). Відео оприлюднив у мережі лідер черкеської громадської організації Ібрагім Яган. На ньому він був зображений під черкеським прапором і закликав всю черкеську молодь прокинутися, щоб вимагати своїх прав та історичних земель. Він сказав, що «спочатку нас геноцидували. Потім за нами постійно стежили, стежили, шантажували за нашу політичну діяльність. Але ми вже не можемо програти, бо ми вже все втратили».
Важливо відзначити, що на відміну від Адигеї (22% черкесів) і Карачаєво-Черкесії (16% черкесів), Кабардино-Балкарія має явну черкеську більшість (55% черкесів). Однак «після того, як парламент КБР ратифікував законопроект «Про землю і територію», кожен балкарець, що проживає в КБР, отримав по черзі 10,6 га землі, тоді як кожному черкесу належить лише 1,6 га» , зазначав Желябі Калмиков, і це невдовзі став закликом до зборів на протесті. Лідер Черкеського конгресу в Кабардино-Балкарії Руслан Кешев заявив, що «якщо влада нас не почує, ми готові на радикальні дії. Це єдина у нас батьківщина».
29 грудня 2010 року видатний черкеський етнограф і захисник Хабзе Арсен Ципінов  був убитий радикальними ісламістськими терористами, які звинуватили його в тому, що він мушрик (ідолопоклонницьке невір'я в ісламський монотеїзм), а місяцями раніше погрожували йому та іншим особам, яких вони звинуватили в ідолопоклонництві та мунафікун («лицеміри», які, як кажуть, зовні є мусульманами, але таємно заперечують іслам), щоб припинити «відроджувати» та поширювати ритуали оригінальних черкеських доісламських традицій.
У червні 2019 року Мартін Кочесоко, захисник прав черкесів і адвокат Хабзе, був засуджений російським урядом до довічного ув'язнення. Після того, як черкеські націоналісти з усього світу чинили тиск на російський уряд, його вирок було пом’якшено, а Кочесоко помістили під домашній арешт.
25 вересня 2022 року черкеси в Нальчику протестували проти російського вторгнення в Україну. Через день вони протестували в Нарткалі. П'ятеро черкесских націоналістів Валерій Хажуков, Марк Шахмуров, Аслан Бешто, Алік Шашев і Тимур Ало звернулися до глав черкських республік із листом на 1250 слів із проханням припинити мобілізацію.

#### У Сочі та інших частинах Кавказу
У 2011 році мирний рух за незалежність під назвою «Заклик до дії 21 травня – Де Черкесія?» було розпочато. Цей рух почався з філософії, що олівець важливіший за меч, і хотів продовжувати свої зусилля мирним шляхом, однак він поступово зник, оскільки учасники почали отримувати збройні погрози смерті від російських фанатичних націоналістів.
Ведучий російського державного телебачення Михайло Леонтьєв, стурбований знесенням пам'ятника (побудованого в Адлері поблизу Сочі, який прославляє вождів, які вчинили кілька масових вбивств під час геноциду черкесів ), зробив суперечливі заяви. Високопоставлені політики та адміністратори також виступали з образами на адресу черкесів. Директори російських держкомпаній «Газпром» і «Румсфельт» і різні політики виступили із заявами, в яких містилися різкі образи на черкесів через знятий пам'ятник. Російський технолог Артемій Лєбєдєв виступив із заявами з різкими образами та підтекстами геноциду черкесів. Одразу після цього Лебедєву вручили «Орден За заслуги перед Вітчизною» — одну з найвищих нагород Росії, що викликало підозру, що цих людей захищає держава.

### В діаспорі

#### В Туреччині
Черкеси є однією з найбільших етнічних меншин у Туреччині, населення якої оцінюється в 2 мільйони осіб. За даними ЄС, у Туреччині проживає від трьох до п'яти мільйонів черкесів. До них також часто зараховують близькоспоріднені етнічні групи абазинів (10 тис. ) і абхазів (39 тис. ). Туреччина має найбільше черкесів у світі, близько половини всіх черкесів проживає в Туреччині, головним чином у провінціях Самсун і Орду (у північній Туреччині), Кахраманмараш (у південній Туреччині), Кайсері (у центральній Туреччині), Бандирма та Дюздже (на північному заході Туреччини), уздовж берегів Чорного моря ; регіон поблизу міста Анкара.
Турецький уряд вважає всіх громадян Туреччини турками, і будь-який рух, який суперечить цьому, суворо придушується, але, за оцінками, приблизно два мільйони етнічних черкесів проживають у Туреччині. «Черкеси», про яких йдеться, не завжди розмовляють мовами своїх предків, і в деяких випадках деякі з них можуть називати себе «лише турками». Причина цієї втрати ідентичності здебільшого пов’язана з асиміляційною політикою уряду Туреччини  та шлюби з нечеркесками.
Історики вважають, що черкеси відіграють ключову роль в історії Туреччини. Деякі вигнанці та їхні нащадки зайняли високі посади в Османській імперії. До кінця Першої світової війни багато черкесів активно служили в армії. У грудні 1922 р., травні та червні 1923 р. турецький уряд вивіз 14 черкеських сіл із районів Ґьонен і Маньяс, не розділяючи жінок і дітей, і вивіз їх у різні місця Анатолії від Коньї до Сіваса та Бітлісу, щоб змішатися з турками й асимілюватися. Черкеські націоналісти часто заявляють, що цей інцидент мав великий вплив на асиміляцію черкесів. Після 1923 року черкеси були обмежені такою політикою, як заборона черкеської мови  зміна назв сіл і закон про прізвища  Черкеси, які мали багато проблем із комфортним збереженням своєї ідентичності, розглядалися як група, яка неминуче мала асимілюватися.
Незважаючи на те, що черкеси в Туреччині були змушені забути свою мову й асимілюватися до турецької, невелика меншість все ще розмовляє рідною черкеською мовою, оскільки нею все ще розмовляють у багатьох черкеських селах, і групою, яка найкраще зберегла свою мову, є кабардинці.  Із зростанням черкеського націоналізму в 21 столітті черкеси в Туреччині, особливо молодь, почали вивчати та вивчати свою мову, історію та культуру. Найбільша націоналістична асоціація черкесів у Туреччині  KAFFED є членом-засновником Міжнародної асоціації черкесів (ICA).

##### Події грудня 2021 року
За словами Фахрі Хуваджа, відомого черкеського націоналіста, черкеське населення пройшло через асиміляцію у світі, і зараз приблизно лише одна п’ята черкесів може розмовляти своєю мовою, а черкеська мова та культура збираються зникнути з Туреччини. У звітах ЮНЕСКО стверджується, що адигейська та абхазька мови є одними з «суворо загрозливих» мов у Туреччині.
У грудні 2021 року в документальному фільмі Deutsche Welle турецькою мовою була показана історія, в якій група черкесів заявила, що «черкеси просто хочуть зберегти свою культуру». Це призвело до дискусій щодо стану асиміляції черкесів у Туреччині  і викликало сильну ксенофобію, расизм і ворожнечу в турецьких ЗМІ, які ставили під сумнів лояльність черкесів турецькій державі та звинувачували черкеські неурядові організації в тому, що вони грають на чужих руках. Турецькі ультранаціоналісти були помічені в публікаціях геноцидних і расистських цитат Ніхал Ациз. Турецькі неонацистські угруповання закликали до повномасштабного геноциду людей повного або часткового черкеського походження.
Більшість черкеських організацій, у тому числі найбільша з них KAFFED, підтвердили твердження Deutsche Welle, водночас заявляючи про лояльність до держави та закликаючи до дружби між черкесами та турками. Однак деякі менші місцеві організації, як-от Çerkes Forumu, спростували ці заяви. У заяві Çerkes Forumu йдеться: «Ми черкеси. Серед нас немає зрадників. Ви не можете перетворити нас на зрадників. Припиніть брехати».
Ільбер Ортайлі, якого часто називають найкращим істориком Туреччини, також прокоментував це питання. Ортайлі заявив: «Тепер настав час черкеського питання... Черкеси Туреччини завжди дотримувалися принципів цієї держави. Слава Богу, я ніколи не бачив нікого, кому б нудило своє черкесство і хто б його приховував. Це здоровий Так, турецька асиміляційна політика в 1940-х роках була реальною... Але чи потрібно мені нагадувати вам, що робила Німеччина в 1940-х роках? Черкеська мова настільки складна, що навіть найкращі лінгвісти світу не змогли її вивчити. Туреччина не може навчити вас цієї мови. Ви повинні вчитися у своїх матері та батька. Я сподіваюся, що наші черкеські брати та сестри збережуть свою культуру. Ніхто не хоче, щоб їхня культура загинула».

#### В Сирії
Коли черкеські вигнанці прибули до Сирії, місцеве арабське населення рідко відчувало перешкоди, які вітали черкеських іммігрантів. Через свою мусульманську релігію, яка також була домінуючою вірою в Сирії, і їх прибуття в регіон задовго до боротьби за незалежність від османів, а пізніше від французів, черкеси зіграли певну роль у заснуванні сучасної держави Сирія та одразу стали повноправними громадянами. Однак через інтеграцію ряду черкеських кавалерійських підрозділів у французьку армію Леванту, і зокрема через їхню роль у придушенні друзьких сил султана-паші аль-Атраша під час Великого сирійського повстання (1925–27), відносини з арабською більшістю стали напруженими в перші роки республіки. Меншість черкесів на Голанських висотах подала петицію про автономію від Дамаска в роки французького мандату.
У минулому черкеська громада Сирії в основному розмовляла адигейською мовою, і сьогодні деякі все ще говорять між собою адигейською, хоча всі вивчають арабську в школах, оскільки це офіційна мова держави. Також вивчається англійська мова.  Сирійські черкеси сприймають націоналізм як «захист культури», і на відміну від інших неарабських сунітських мусульманських меншин у Сирії, таких як туркомани, черкеси зберегли особливу ідентичність, хоча останнім часом вони дедалі більше асимілювалися. Під час весіль і свят деякі члени громади одягаються в традиційний одяг і беруть участь у народних піснях і танцях.
Черкеси, як правило, забезпечені, багато з них працюють на державних посадах, державній службі та в армії.  У сільській місцевості черкеси організовані за родовим ладом. У цих районах громади переважно займаються сільським господарством, особливо вирощуванням зернових, і розводять худобу, включаючи коней, велику рогату худобу, кіз та овець. Багато хто також займається традиційними роботами ковалів, майстрів золота та срібла, теслів та каменярів.

#### В Ізраїлі
Черкеські вигнанці заснували Кфар Каму в 1876 році і Реханію в 1878 році  Після вдруге депортації, цього разу з Балкан, Росією, османська влада поселила черкесів у районах Леванту як оплот проти бедуїнів і друзів, які часом чинили опір османському правлінню, а також будь-якому натяку на арабський націоналізм, уникаючи поселення черкесів серед маронітів через можливі міжнародні проблеми.
Спочатку черкеські переселенці зіткнулися з багатьма труднощами. Араби поставилися до них дуже негативно, і виникли сутички, які поклали початок постійному суперництву між черкесами та місцевими арабами. Протягом усього часу Османської імперії черкеси трималися усамітнено та зберігали свою окрему ідентичність, навіть маючи власні двори, в яких вони не терпіли стороннього впливу, і різні мандрівники відзначали, що вони ніколи не забували свою батьківщину, за якою вони постійно прагнули.
Хоча черкеси служать в ЦАХАЛ і «процвітали» як частина Ізраїлю, зберігаючи свою мову та культуру , для більшості ізраїльських черкесів їхня головна лояльність до їх розпорошеної нації з, для деяких, бажанням «зібрати всіх черкесів в одному місці, чи то автономія, чи то республіка в складі Росії, чи то справжня держава». Під впливом глобального руху черкеського націоналізму деякі ізраїльські черкеси повернулися до контрольованої Росією Черкесії, незважаючи на поточну політичну ситуацію на Північному Кавказі, на великий розчарування їхніх ізраїльських сусідів-євреїв, які хотіли б, щоб вони залишилися. Деякі черкеси, які емігрували до Черкесії, повернулися, розчарувавшись у низькому рівні життя на батьківщині черкесів, спричиненому політикою Росії, хоча деякі залишилися.

#### В Йорданії
Переселенці-черкеси в основному розмовляли черкеськими діалектами кабардинського, шапсузького, абзахського та бжедузького, але були також носії абхазької та дагестанської мов.  Культурна ідентичність цієї групи в Йорданії в основному сформована їхнім уявленням про себе як переміщеного народу, поселенців і мусульман. Починаючи з 1950-х років черкеські національні товариства та молодіжні клуби почали проводити вистави, присвячені темі вигнання та еміграції з Кавказу та переселення в Йорданію, що нерідко викликало емоційні відгуки черкесів. Згодом вистави були зроблені перед змішаними черкеськими та арабськими глядачами на основних національних культурних заходах, включаючи щорічний фестиваль мистецтв Джераш. Вистави, як правило, оминають ранні конфлікти з корінними арабами та зосереджуються на випробуваннях виходу, перших жнивах і будівництві перших черкеських будинків у Йорданії. Пропагується самооцінка хороброї спільноти витривалих чоловіків і жінок, які довго терпіли страждання.  У 1932 році була заснована найстаріша благодійна організація Йорданії Черкеська благодійна асоціація для допомоги бідним і надання стипендій черкесам для навчання в університетах Кабардино-Балкарії та Республіки Адигея. Клуб «Аль-Ахлі», заснований у 1944 році, сприяв участі черкесів у спортивних і соціальних і культурних заходах в Йорданії та інших країнах, тоді як створення Фольклорного комітету в 1993 році допомогло популяризувати черкеську традиційну пісню і танці. Сьогодні приблизно 17% черкесів у Йорданії розмовляють адигейською.
Черкеси разом з чеченцями мають 3 місця в парламенті Йорданії. Однак черкеси також виробляють непропорційно велику кількість міністрів, що деякі йорданці вважають неофіційною квотою.
21 травня 2011 року черкеська громада в Йорданії організувала акцію протесту перед посольством Росії на знак протесту проти Зимової Олімпіади в Сочі 2014 року через те, що місце проведення Ігор нібито забудовувалося на місці масових поховань черкесів, убитих під час черкесів. геноцид 1864 р.

#### В Іраку
Як і всі іракці, черкеси в Іраку зіткнулися з різними труднощами в сучасну епоху, оскільки Ірак зазнав війн, санкцій, oppressive regimes і громадянських протистоянь. Загальна чисельність черкесів в Іраку оцінюється в межах від 30 000 до 50 000 , однак загальна кількість невідома.. Сьогодні, незважаючи на те, що зрозуміло, що багато черкесів етнічно асимілювалися з населенням Іраку, арабізувалися або курдизувалися , ті кілька людей, яким вдалося зберегти свою ідентичність, продовжують брати участь у націоналістичній діяльності. Ці люди спочатку інтегрувалися в іракське суспільство, зберігаючи свою традиційну культуру та звичаї, такі як культура Хабзе. Вони продовжують зберігати певні традиції весільних церемоній, церемоній народження та інших особливих подій, а також готувати свою традиційну кухню.

#### В Ірані
Незважаючи на сильну асиміляцію протягом століть, черкеські поселення проіснували до 20 століття. Проте в Ірані їхньою мовою більше не розмовляє значна кількість черкесів. Через це черкеси швидко асимілюються з перською та азербайджанською культурами, і хоча там можуть бути націоналісти, в Ірані немає черкеського націоналістичного руху.

#### В Єгипті
Черкеси в Єгипті мають давню історію. Вони прибули до Єгипту в епоху мамлюків і османів, хоча невелика кількість мігрувала як мухаджири також наприкінці 19 століття. Черкеси в Єгипті були дуже впливовими з 13 століття. Вони були глибоко вкорінені в єгипетському суспільстві та історії країни. Століттями черкеси були частиною правлячої еліти в Єгипті, займаючи високі військові, політичні та соціальні посади. Присутність черкесів у Єгипті сягає 1297 року, коли Ладжин став султаном Мамлюцького султанату Єгипту. За династії Бурджі Єгиптом правил двадцять один черкеський султан з 1382 по 1517 рік  </link> Навіть після скасування Мамлюцького султанату черкеси продовжували формувати більшу частину адміністративного класу в Єгипетському еялеті Османської імперії, Хедиваті Єгипту, Султанаті Єгипту та Королівстві Єгипет. Після революції 1952 року їх політичний вплив відносно зменшився.
Хоча багато єгипетських черкесів демонструють фізичні характеристики, приписувані їхнім предкам, ті, хто має далеке черкеське походження, з часом асимілювалися в інших місцевих популяціях. Через відсутність переписів за етнічною приналежністю оцінки чисельності населення значно відрізняються. Родина Абази, переважно змішаного абазинського, адигейського та арабського походження, є найбільшою великою родиною з понад 50 000 членів у країні. Одна з найбагатших сімей Єгипту, сім'я відіграє давню роль у діловому житті Єгипту. Як і в Ірані, хоча там можуть бути націоналісти, в Єгипті немає черкеського націоналістичного руху.

#### У Європі та Північній Америці
Серед черкесів у Європі лише 18% заявили, що вільно володіють рідною мовою.
В Україні, Сербії, Боснії та Герцеговині та Північній Македонії існує невелика громада черкесів. У 1864–1865 роках певна кількість адигів також оселилася в Болгарії та Північній Добруджі, яка зараз належить Румунії (див. Черкеси в Румунії ), але більшість втекла після того, як ці території відокремилися від Османської імперії в 1878 році. Невелика частина громади, яка оселилася в Косово ( косовські адиги ), переїхала до Республіки Адигея в Росії за несподіваної підтримки та пожертвувань Муаммара Каддафі в 1998 році. Проте більшість громади залишилася в Косово, де вони добре облаштувалися та інтегрувалися в косовське суспільство. Багато членів цієї спільноти можна ідентифікувати за прізвищем «Черкезі» або «Керкезі». Ця спільнота також добре закріпилася в Республіці Північна Македонія, зазвичай змішуючись з албанським мусульманським населенням. Є черкеси в Німеччині і невелика кількість в Нідерландах. Черкеси в усіх цих європейських громадах можуть мати різний ступінь націоналізму, однак, особливо в Німеччині, існує багато черкеських націоналістичних організацій.
Численні черкеси також іммігрували до Сполучених Штатів і оселилися в північній частині штату Нью-Йорк, Каліфорнії та Нью-Джерсі. У Канаді також є невелика громада черкесів. Ситуацію в цих регіонах можна порівняти зі становищем турецьких черкесів.

### Визнання Росією Абхазії та Південної Осетії
The Russian recognition of Abkhazia and South Ossetia is also an issue among Circassian nationalists. On one hand, Circassians are often highly enthusiastic to help the Abkhaz, who they view as brothers, and are enthusiastic also for Abkhazia's independence. On the other hand, however, it evidences a perceived double standard used negatively on the Chechens (Circassians also see as brothers, and supported during the First Chechen War), and to a lesser extent, the Circassians as well. Paul A. Goble noted that the recognition of South Ossetia, in addition to enraging the Chechens and Ingush, also radicalized many Circassians against Russia, because of the mass of double standards.
Між черкеськими активістами та Абхазією також існує велика співпраця: черкеси хлинули до Абхазії, щоб допомогти їм у війні за незалежність проти Грузії, і більшість організацій, які займаються незалежністю Черкесії чи просуванням Абхазії, пов’язані з їхніми міжкавказькими аналогами. . За словами західного черкеса Джона Коларуссо, деякі черкеси вважають Абхазію можливим приєднанням до Черкесії, але тільки якщо самі абхази захочуть приєднатися.

## Репатріація
Репатріація була серйозною проблемою. Російська держава, як і росіяни загалом, категорично проти будь-якого повернення черкесів на батьківщину, заявляючи, що саме російська держава вислала черкесів у першу чергу з «міркувань безпеки», і дозволити їм повернутися було б « небезпечний". а черкеси, які живуть у Черкесії, бачать це як єдиний спосіб відродити націю та врятувати її від вимирання
Черкеси створили кілька організацій з явною метою заохотити повернення своїх «братів». Найпомітнішим з них є «Комітет репатріації» ICA (Міжнародної асоціації черкесів), який має відділення в кількох країнах..
Росія має двозначну офіційну квоту на репатріацію для черкесів, що розглядається багатьма вченими (Коларуссо, Гензе та ін.) як спроба запобігти поверненню черкесів, які вважаються загрозою.
9 серпня 2009 року Адигея офіційно спробувала скасувати російську імміграційну квоту для черкесів, висунувши власну де-факто квоту, яка була значно вищою, що дозволило набагато більшій кількості черкесів повернутися на батьківщину. За словами західного черкеса Джона Коларуссо, рух, спрямований на те, щоб дозволити та заохотити черкесів повернутися на батьківщину (отже, змінити демографію на користь черкесів і невигідно росіянам) є однією з головних цілей і об’єднуючих пунктів сучасного  руху.
Росія також встановила кілька заборон та ускладнень. Згідно з есе Чичека Чека, до них належать:
Черкеси, що живуть на Північному Кавказі, і більш численні черкеси, що живуть у діаспорі, домагаються радикального спрощення процедури репатріації громади. Більшість черкесів, які намагалися повернутися, підпали під дію положень російського закону про громадянство 1991 року, який вимагає:
- вони мають відмовитись від попереднього громадянства,
- вони мають прожити в країні п'ять років до отримання російського громадянства,
- мають досконало знати російську мову, здати іспит з Конституції РФ,
- мають зберігати велику суму в банку республіки, громадянство якої вони намагаються отримати, і
- особи, які мають неординарні паспорти (дипломатичні, пільгові тощо), взагалі не можуть подати заявку.

Ситуація ще більше погіршилася в результаті прийняття в 2003 році російського закону про правовий статус іноземних громадян, які проживають в Російській Федерації. Цей закон ще більше ускладнює повернення черкесів з діаспори. Незважаючи на офіційні заяви Москви про посилення репатріації, нинішній режим репатріації є повним провалом за будь-якими показниками.
Крім того, багато черкесів у діаспорі вважають за краще не повертатися через додаткові причини незручностей, втрати роботи та економічного добробуту, втрати зв’язку з друзями, родиною; або через асиміляцію вони більше люблять діаспору, в якій живуть, ніж свою батьківщину. Відомі численні випадки вбивств черкесів, що повернулися, етнічними росіянами, які проживають як у Краснодарі, так і в Адигеї. За словами черкесологів, «ризик смерті для черкесів, які повертаються на батьківщину, дуже високий», а «геноцид черкесів ніколи не закінчувався». Повідомлялося, що той факт, що російська політика репатріації демонструє значну прихильність до етнічних росіян і надає лише небагатьом черкесам право на повернення, є ще однією серйозною скаргою, особливо враховуючи, що повернення черкесів до Росії допоможе Росії в її спробах подолати свою кризу зменшення чисельності населення.

## Відродження діаспори
У першому десятилітті 21-го століття черкеська діаспора за кордоном почала переживати культурне пробудження. Встановлюються контакти з батьківщиною, але також, що важливіше, зараз створюється багато інституцій для зміцнення черкеської ідентичності в діаспорі. У 2005 році в Уейні, штат Нью-Джерсі, США, був заснований стипендіальний фонд для черкесів Черкеський освітній фонд. Фактично це витвір материнської організації – Черкеської благодійної організації. Відтоді він надає стипендії черкесам у США. Організація також працювала над проектом створення безкоштовних онлайн-черкесько-американських англійських словників, які потім, сподіваються, використовуватимуть черкеси для своєї мови, щоб вони могли, у свою чергу, передати її своїм дітям, а також відродити її, як захист від «постійних спроб Росії викреслити черкесів з історії».
Черкеська діаспора на Близькому Сході також переживає культурне пробудження, здебільшого завдяки відновленню контактів з батьківщиною, однак, на відміну від західних країн (насамперед США, Німеччини, Нідерландів, Австрії та Ізраїлю ), це часто у поєднанні з напругою між черкесами та етнічною більшістю країни, арабами чи турками.  Уряди Туреччини, Іраку, Сирії, Росії та Ірану примусово асимілювали черкесів і пригнічували їх культуру в минулому, а також придушували різні спроби минулого ренесансу. Тим не менш, за останні кілька років у багатьох із цих країн діаспора стала набагато більш усвідомленою своєю ідентичністю та активнішою. " NART TV ", програма, що транслює з Адигеї про черкеську ідентичність, історію та життя, зараз транслюється в багатьох країнах Близького Сходу, включаючи Ізраїль та Йорданію, але її не дозволили в Туреччині.
8 серпня 2010 року в Аммані, Йорданія, відкрився університет спеціально для черкесів, щоб зберегти черкеську спадщину та культуру, із заняттями черкеською мовою та черкеською культурою та історією на додаток до практичних тем.

## Російська реакція
Росіяни можуть сприймати черкеський націоналізм надзвичайно страшно й підозріло не лише тому, що він претендує на шматок території, яку Москва вважає своєю територією, а тому, що, як це було у випадку з Чечнею, балтійськими країнами тощо, націоналістичні рухи можуть призвести до втрати попередній престиж і домінування етнічних росіян, стигматизація російської мови та відновлення домінування корінної мови (отже, синдром «Південної Африки»).
Через напруженість політика в усіх трьох республіках часто має етнічну основу, а в Кабардино-Балкарії та Карачаєво-Черкесії суперечка часто носить тристоронній характер (росіяни проти черкесів і абазинів проти карачаївців у Карачаєво-Черкесії; Росіяни проти кабардинців проти балкарців у Кабардино-Балкарії).
У той час як нечеркеські лідери Кабардино-Балкарії та Карачаєво-Черкесії зазнали критики з боку черкеських націоналістів за «гноблення», етнічний адигський лідер Аслан Джарімов з Адигеї називав себе поміркованим, який збалансував би централізаційні прагнення Москви та росіян проти автономізму. /сепаратизм адиг. Незважаючи на те, що спочатку він був популярний на цій основі, він незабаром розлютив обидві сторони, і Адиге Хасе засудив його як колабораціоніста та «зрадника черкеської нації».
Росіяни часто можуть розглядати три республіки як невід'ємні частини Росії, особливо тому, що росіяни складають переважну більшість постійного населення Адигеї.
Російський уряд намагався або заткнути націоналізм, або спробувати отримати контроль над окремими групами черкеських активістів. Аналітики, навіть такі росіяни, як Сергій Маркедонов  висловили занепокоєння щодо того, що вони сприймають як триваючу «радикалізацію» черкеської молоді через спроби Кремля контролювати їх, і розчаровані тим, що Медведєв продовжує цю політику.
Крім того, Росія офіційно зберігає дуже низьку імміграційну квоту для черкесів – лише 50 (хоча єдині республіки, куди черкеси, ймовірно, іммігрували б, це колишні Черкеси). Уряд Адигеї, однак, скористався можливістю перевизначити цю квоту для своєї території власним варіантом: 1400 на рік лише для Адигеї (а не 50 на рік для всієї Росії). Після російського протесту проти цієї дії Адигея заявила, що насправді вони діють за словами самого Єльцина – щоб республіки «брали стільки суверенітету, скільки можуть проковтнути».
Росія критикувала   статті в конституціях трьох республік, які обговорювали спадщину, мову тощо, і називали їх «сепаратистськими», рекомендувавши їх редагувати.
Деякі вебсайти, такі як CircassianWorld , опублікували різні статті з історіями черкеських активістів про те, що їх (активістів) залякували «ветерани ФСБ», як активісти стверджують, що вони себе назвали.
Росія засудила кілька тверджень адигейців щодо своєї історії (на додаток до українських розповідей про Голодомор і чеченську та інші розповіді про ймовірну геноцидну депортацію до Сибіру) – включно з геноцидом – як неправдиві та «вигадки» та як спроби полити дьогтем репутацію Росії.
Козаки, навіть більше, ніж інші росіяни, дуже антагоністично ставляться до черкеського націоналізму, як і до своїх цілей, які включають відродження традиційних козацьких воєнізованих формувань, які вже існують у Росії (див. Козаки та пов’язані сторінки). Черкеси вважають, що це буде інструментом, як колись козацтво, для утиску національних меншин і замовчування їхніх вимог.
Багато журналістів, як черкеських, так і російських (наприклад, Наталя Рикова)  заявляли, що російські «скінхеди» невід’ємно прив’язані до етнічної напруженості в «черкеських» республіках, чиї думки вони сприймають як аж ніяк не передові. російськими ЗМІ. Згідно з цитованою вище статтею з Window-On-Eurasia, «Опитування показують, що багато росіян вважають, що проблему злочинів на ґрунті ненависті можна вирішити або обмеженням імміграції, або посиленням правоохоронних органів», і що «...Зіткнувшись із цією проблемою Російський уряд значною мірою не зміг зробити все необхідне для його стримування. Він «ліквідував» спеціальне міністерство у справах національностей. Він закрив федеральну програму сприяння толерантності та протидії екстремізму. І він не забезпечує достатні кошти та персонал для інших міністерства, щоб впоратися з викликом». Крім того, нинішня політика Путіна щодо внутрішнього розколу Російської Федерації зовсім не влаштовує прихильників самовизначення: вона виступає за «укрупнення регіонів Росії». 30 березня 2002 року Сергій Миронов заявив, що "89 суб'єктів федерації - це забагато, але більшими регіональними утвореннями легше управляти", і що мета полягає в їх об'єднанні в 7 федеральних округів. Поступово, з часом, етнічні республіки мали бути скасовані, щоб досягти цієї мети інтеграції.
Багато людей, від координаторів черкеських активістів до Ахмеда Закаєва, глави уряду Ічкерії у вигнанні, до ліберальної журналістки Фатіми Тлісової, припускали, що Росія намагалася застосувати політику « розділяй і володарюй» на всьому Північному Кавказі (наводячи приклади черкес. проти Карачаєво-Балкарського суперництва, осетино-інгушського конфлікту, абхазо-грузинського конфлікту, грузино-осетинського конфлікту, міжетнічного суперництва в Дагестані та навіть першої Нагірно-Карабахської війни, на посередництві якої також наполягає Росія), створюючи «неприродні конфлікти», які можуть можна вирішити лише втручанням Кремля, утримуючи кавказькі народи як слабкими, так і залежними від Росії як посередника в їхніх конфліктах. Лідери «Черкеської спортивної ініціативи» Суфіан Джемухов і Олексій Бекшоков заявили, що конфлікт «потенційно може підірвати весь Кавказ у криваве місиво з масовими жертвами серед мирного населення і, таким чином, утримати черкесів від протистояння Зимовій Олімпіаді в Сочі. .Москва розігрує конфліктний сценарій, коли учасники не мають можливості вирішити конфлікт, але конфлікт є абсолютно керованим і може бути легко вирішений її правителями з Кремля».

## У контексті Зимової Олімпіади в Сочі 2014 року
Адигейські організації в Росії та адигейська діаспора в усьому світі вимагали припинити будівництво на місці геноциду черкесів і не проводити Олімпійські ігри, щоб запобігти оскверненню адигейських могил. За словами Іяда Югара, який очолював лобістську групу International Chercassian Council: «Ми хочемо, щоб спортсмени знали, що якщо вони змагатимуться тут, то будуть кататися на кістках наших родичів». У 2014 році також відзначили 150-річчя геноциду черкесів, який розлютив черкесів у всьому світі. У всьому світі було проведено багато протестів за припинення Олімпіади в Сочі, але безрезультатно.
Особливе розпалення, а то й образа викликають у черкесів те, що в Сочі (колишній столиці Черкеси)  проведено сочинську Олімпіаду. Вони відбулися на місці однієї з найбільших після російсько-черкеської війни різанини черкесів, після битви при Кбааді, і в 150-ту офіційну річницю геноциду черкесів, Черкеський день жалоби. У результаті він став центром згуртування черкеських активістських організацій.

## Кампанія за визнання геноциду
Станом на  2021, Грузія — єдина країна, що визнала геноцид черкесів на офіційному рівні. Окремі представники урядів Абхазії, Чечні, Йорданії та Туреччини стверджували про геноцид, однак на офіційному рівні не було прийнято резолюцій про визнання геноциду. Росія активно заперечує геноцид, та вважає ці події міграцією черкесів.
Російські націоналісти на Кавказі продовжують святкувати день 21 травня кожного року як «святий день завоювання», коли почалася депортація черкесів. Черкеси щороку відзначають 21 травня як день скорботи в пам'ять про геноцид черкесів. 21 травня черкеси з усього світу заповнюють вулиці і протестують проти російського уряду, черкеські банери та прапори є звичайним явищем у деяких районах міст, таких як Стамбул і Амман під час цих заходів.
Нещодавно вчені та черкеські активісти припустили, що депортації можна вважати проявом сучасної концепції етнічної чистки, відзначаючи систематичну різанину сіл російськими солдатами , яка супроводжувалася російською колонізацією цих земель. За їх оцінками, близько 90 відсотків черкесів (за оцінками, більше одного мільйона)  переселилися з окупованих Росією територій. Під час цих подій і попередньої Кавказької війни щонайменше сотні тисяч людей були «вбиті або заморені голодом», але точна кількість досі невідома.
Колишній президент Росії Борис Єльцин у травневій заяві 1994 року визнав, що опір царським військам був законним, але він не визнав «провини царського уряду в геноциді». У 1997 і 1998 роках лідери Кабардино-Балкарії та Адигеї направили до Думи звернення з проханням переглянути ситуацію та принести необхідні вибачення; досі жодної відповіді з Москви. У жовтні 2006 року адигейські громадські організації Росії, Туреччини, Ізраїлю, Йорданії, Сирії, США, Бельгії, Канади та Німеччини направили президенту Європарламенту листа з проханням визнати геноцид адигейців (черкесів).
Наприкінці 2000-2010 років рух за визнання геноциду черкесів, який значною мірою бере участь у справі вірмен, набрав обертів і популярності.  Причини цього включають місце проведення Олімпіади в Сочі, визнання США геноциду вірмен (що спонукало до законопроекту про геноцид черкесів у Нью-Джерсі, де проживає більшість черкесів у США) і неодноразові наполягання росіян на тому, що грузини вчинили «геноцид» проти абхазів і осетин.
Наприкінці 2000-2010 років рух за визнання геноциду черкесів, який значною мірою бере участь у справі вірмен, набрав обертів і популярності.  Причини цього включають місце проведення Олімпіади в Сочі, визнання США геноциду вірмен (що спонукало до законопроекту про геноцид черкесів у Нью-Джерсі, де проживає більшість черкесів у США) і неодноразові наполягання росіян на тому, що грузини вчинили «геноцид» проти абхазів і осетин.
Черкеси намагалися привернути увагу світових засобів масової інформації до геноциду черкесів і його зв’язку з містом Сочі (де проходили Олімпійські ігри 2014 року), влаштувавши масові протести у Ванкувері, Стамбулі та Нью-Йорку під час Зимових Олімпійських ігор у Ванкувері 2010 року.
20 березня 2010 року в столиці Грузії Тбілісі відбувся Конгрес геноциду черкесів, який частково фінансували черкеські члени західного політичного аналітичного центру Jamestown Foundation.
Конгрес прийняв резолюцію, в якій закликав Грузію стати першою державою, визнаною ООН, яка визнала геноцид черкесів. У травні 2011 року Грузія визнала ці дії геноцидом.   Незабаром після цього чеченський сепаратистський уряд у вигнанні оголосив, що він схвалює рішення Грузії та виступає за загальнокавказьку солідарність , а черкеси, грузини, чеченці та інша кавказька діаспора в європейських країнах організували демонстрації, щоб висловити свою підтримку. На знак вдячності за визнання Грузії в Нальчику, столиці Кабардино-Балкарії, який до визнання був бастіоном антигрузинських настроїв, майорів грузинський прапор.
Наступного року, в той же день 21 травня, в Анаклії, Грузія, був встановлений пам'ятник на честь страждань черкесів. Невдовзі в Росії була створена президентська комісія з метою заперечення геноциду черкесів щодо подій 1860-х років. 
1 грудня 2015 року, у День Великого Союзу ( національний день Румунії ), велика кількість представників черкесів направили запит до уряду Румунії з проханням визнати геноцид черкесів. Лист був спеціально надісланий президенту ( Клаусу Йоханнісу ), прем’єр-міністру ( Дачіану Чолошу ), голові Сенату ( Келіну Попеску-Терічану ) і голові Палати депутатів ( Валеріу Згоня ). Документ містив 239 підписів і був складений арабською, англійською, румунською та турецькою мовами. Подібні прохання раніше вже надсилали представники черкесів до Естонії, Литви, Молдови, Польщі та України. У випадку Молдови запит було надіслано 27 серпня того ж року (2015), у День незалежності Молдови, президенту ( Ніколає Тімофті ), прем’єр-міністру ( Валеріу Стрелець ) і голові парламенту ( Андріан ). Канду ). Запит також був відредагований арабською, англійською, румунською та турецькою мовами та містив 192 підписи. Уряди Румунії та Молдови проігнорували це прохання.

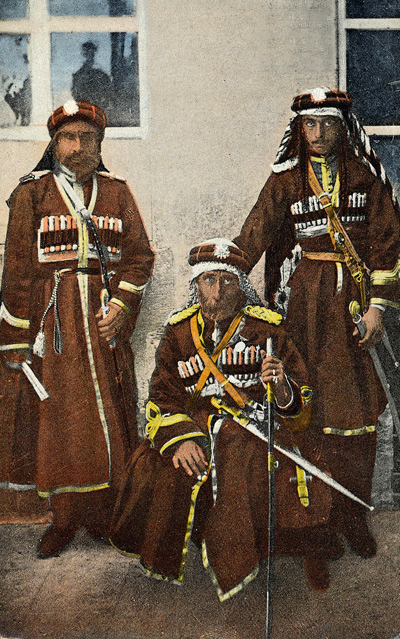
Ібрагім-паша та сини, черкеський осман- паша

Російський історик Олександр Охтов в інтерв'ю « Коммерсанту» сказав, що термін «геноцид» є виправданим: «Так, я вважаю, що слово «геноцид» є виправданим. Щоб зрозуміти, чому ми говоримо про геноцид, потрібно подивитися в історію. Російсько-Кавказька війна російські генерали не тільки виганяли черкесів,а й знищували їх фізично.Не тільки вбивали в боях а спалили сотні сіл з мирним населенням.Не щадили ні дітей,ні жінок,ні старих.Вбивали і катували без розлуки. .Всі поля стиглого врожаю були спалені,сади вирубані,люди спалені заживо,щоб черкеси не могли повернутися до своїх осель.Знищення мирного населення в масових масштабах...чи це не геноцид?Хто може навіть стверджувати це?". Після цієї заяви черкеси, особливо на Кавказі, знову тиснули на Москву, щоб вона кваліфікувала події як геноцид, але результату не було. Більшість сьогоднішніх науковців, які спеціалізуються в цій галузі, погоджуються, що термін «геноцид» є виправданим для визначення подій, за винятком кількох науковців Росії. Серед них Анссі Куллберг, Пол Гензе, Волтер Річмонд, Майкл Еллман, Фабіо Грассі, Роберт Мантран, Сервер Таніллі та Ільбер Ортайлі.

## Черкесофілія на Заході
Під час і після Просвітництва представники західноєвропейської культури виявляли великий інтерес до черкесів, особливо до їх зовнішнього вигляду, мови та культури, зображуючи чоловіків як особливо мужніх (легенда, яка стала особливо популярною при лондонському дворі під час Кримської війни, коли вони були союзники з Черкесією). Черкесок часто вважали особливо красивими, вони мали кучеряве чорне волосся, світлі очі та блідо-білу шкіру (загалом дещо схожу на їхній справжній вигляд), що породило феномен красунь-черкесок.
Італійська та грецька присутність у портових містах мала вплив як на діалекти італійців/греків, так і на черкесів у цьому регіоні (а також на абхазів, якщо їх вважати черкесами). Мовознавці 19 століття вважали черкеські мови унікальними та красивими (сьогодні їх часто пов’язують із вимерлими мовами в Анатолії).

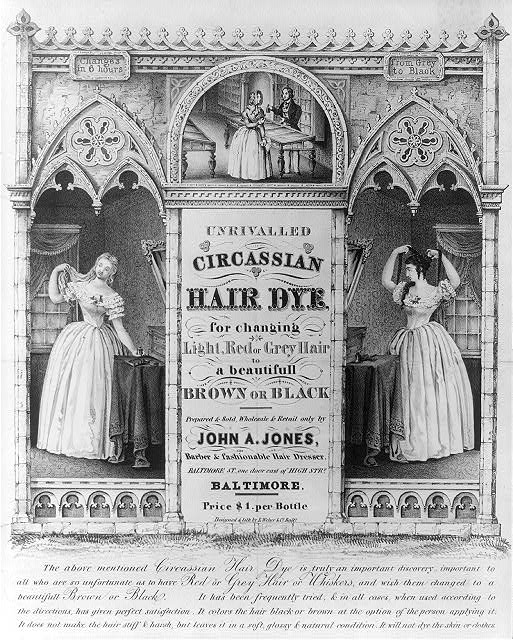
Плакат із с. 1843 реклама Черкеської фарби для волосся

Расові вчені, виявивши глибоку подібність між формами черепа європеоїдів (в першу чергу судячи про черкесів, грузинів і чеченців, найчисельніших груп), почали оголосити, що європейці, північноафриканці та європеоїди належать до спільної раси, яку називають «кавказькою»., або пізніше, як його сьогодні називають « кавказоїдом ». Науковий расизм зайшов далеко, щоб підкреслити вищу красу кавказьких людей, перш за все черкесів, посилаючись на них як на те, «яким Бог задумав кавказьку расу» і що Кавказ був «першим форпостом вищої раси». Згідно з Йоганном Фрідріхом Блюменбахом, головним прихильником черкасофільської теорії про черкесів як головний і найвищий приклад європеоїдної раси (зазвичай за ними йдуть грузини на другому місці), черкеси були найближчими до Божої первісної моделі людства, а отже, «найчистішими і найкрасивішими білими були черкески».
... Без перебільшення можна сказати, що за кілька десятиліть у середині 19 століття «Черкесія» стала домом у багатьох частинах Європи та Північної Америки. Кореспонденти великих газет потрапляли до Черкесії або черпали інформацію від іноземних консулів і купців у Трапезунді та Константинополі. У парламентах і панських клубах обговорювалося «черкеське питання», політичний статус північно-західного нагір'я Кавказу.
Тим часом косметичні засоби отримали в США та Західній Європі такі назви, як «Черкеське мило», «Черкеський локон», «Черкеський лосьйон», «Черкеська фарба для волосся»,  «Черкеська вода для очей», і т. д. Відомо також, що черкеска, дещо правильно, висока й худа. Це захоплення викликало черкесів, особливо їхню статуру, а пізніше й їхню культуру, яка певним чином нагадувала середньовічну Європу, наприклад, феодальну систему, яку використовували деякі племена.
Хоча черкесофілія вже була модою на Заході, вона раптово набула іншої форми під час Кримської війни, коли союз із черкесами Британії призвів до більшого розуміння, навіть співчуття до них: замість простої одержимості їхніми фізичними характеристиками ; вияви солідарності з «красивими, чесними черкесками» стали свого роду бойовими мітингами. Британія жалюгідно спостерігала за мухаджирами (черкеськими вигнанцями), щоб забути, що черкеси колись існували через десятиліття після того, як Черкесія була анексована Росією. Це мало глибокий вплив на сучасний націоналізм.

## Дивись також
- Бенгальський голод 1943 року

### Цитовані
- Hamed-Troyansky, Vladimir (2017). Circassian Refugees and the Making of Amman, 1878–1914. International Journal of Middle East Studies. 49 (4): 605—623. doi:10.1017/S0020743817000617.
- Richmond, Walter (2013). The Circassian Genocide. Rutgers University Press. ISBN 978-0-8135-6069-4.
- Rogan, Eugene L. (1999). Frontiers of the State in the Late Ottoman Empire: Transjordan, 1850–1921. Cambridge: Cambridge University Press. ISBN 0-521-66312-1.
- Shami, Seteney (July 1994). Displacement, Historical Memory, and Identity: The Circassians in Jordan. Center for Migration Studies Special Issues. 11 (4): 189—201. doi:10.1111/j.2050-411X.1994.tb00807.x.
- Shami, Seteney (2009). Historical Processes of Identity Formation: Displacement, Settlement, and Self-Representations of the Circassians in Jordan. Iran and the Caucasus. 13 (1): 141—159. doi:10.1163/160984909X12476379008160. JSTOR 25597400.

## зовнішні посилання
- Черкеський світ – вебсайт, присвячений черкеській культурі та нації. Він містить широкі новини та висвітлення проблем, карти історичної Черкесії, а також есе істориків, лінгвістів тощо, а також треки популярної сучасної черкеської музики
- Черкеська освітня фундація, організація стипендійного фонду для черкеських дітей, яка також працює над онлайн-словником з черкеської мови на англійську
- Відео на YouTube, яке показує історичну Черкесію з її племінним поділом, коротко розповідаючи про бажання вільної нації. Фільм зроблений черкесом.
- Відео на YouTube, де обговорюється переконання черкеських вчених про зв’язок із стародавнім хатті в Анатолії, яке також підтримується деякими лінгвістами. Відео з націоналістичного сайту www.circassiantv.net. Адигейською (черкеською) мовою)